# 王理 (正統進士)
王理（1404年—？），字淑庸，江西吉安府安福縣人，民籍。明朝政治人物。同進士出身。

## 生平
江西鄉試第四十名。正統七年（1442年）壬戌科進士。授兵科給事中，改刑科，坐事，被贬为戍守大同。景泰二年（1451年）起吏科，陞四川參議，仕至太僕寺卿，卒于任内。

## 家族
曾祖父王文江。祖父王希善。父亲王充榮。